# Awer Mabil
Awer Bul Mabil – australijski piłkarz południowosudańskiego pochodzenia grający na pozycji pomocnika lub napastnika w szwajcarskim klubie Grasshopper Zurych, reprezentant Australii.

## Kariera klubowa
Mabil urodził się w mieście Kakuma w Kenii w rodzinie uchodźców z Sudanu Południowego. W 2006 roku rodzina wyjechała do Australii. Tam Mabil stawiał pierwsze kroki w karierze w klubach: Playford City Patriots SC, FFSA NTC i Adelaide United FC. Seniorską karierę rozpoczął w Campbelltown City SC. Po roku przeniósł się do Adelaide United FC. W A-League zadebiutował 11 stycznia 2013 roku w wygranym 3:2 meczu przeciwko Perth Glory. W tym samym roku został najlepszym młodym piłkarzem sezonu. Pierwszego gola w lidze australijskiej zdobył 1 lutego 2014 roku w przegranym 1:2 spotkaniu przeciwko Wellington Phoenix. Latem tego roku zdobył FFA Cup. 
W 2015 roku przeniósł się do duńskiego FC Midtjylland. 16 października 2015 roku zadebiutował w Superligaen w wygranym 2:1 meczu przeciwko Randers FC. W 2016 roku został wypożyczony do Esbjerg fB. Tam zadebiutował 8 sierpnia 2016 roku w zremisowanym 2:2 meczu z Aarhus GF. Pierwszego gola w lidze duńskiej strzelił 24 października 2016 roku w przegranym 1:3 spotkaniu z Midtjylland. W 2017 roku wypożyczono go do portugalskiego FC Paços de Ferreira. Zadebiutował 8 sierpnia 2017 roku w przegranym 0:1 meczu Primeira Ligi z CS Marítimo. Pierwszą bramkę w lidze portugalskiej zdobył 15 grudnia 2017 roku w przegranym 1:2 spotkaniu z Boavista FC.
W 2018 roku powrócił do FC Midtjylland. W sezonie 2018/19 zdobył Puchar Danii, a w sezonie 2019/20 został mistrzem kraju. W lutym 2022 roku został wypożyczony do tureckiego Kasımpaşa SK. W Süper Lig zadebiutował 13 lutego 2022 roku w zremisowanym 2:2 spotkaniu z drużyną Alanyaspor. Pierwszą bramkę w lidze tureckiej strzelił pięć dni później w zremisowanym 4:4 meczu z zespołem Konyaspor.
Latem 2022 Mabil przeszedł do Cádiz CF, a w styczniu 2023 wypożyczono go do Sparty Praga. Rok później podpisał dwuletni kontrakt z Grasshopper Zurych.

## Kariera reprezentacyjna
Zanim Mabil trafił do dorosłej reprezentacji Australii, grał w drużynach U-20 i U-23. 15 października 2018 roku zadebiutował już w pierwszej kadrze w towarzyskim meczu przeciwko Kuwejtowi. Australia wygrała wówczas 4:0, a Mabil zdobył swoją pierwszą bramkę. Znalazł się w kadrze Grahama Arnolda na Puchar Azji 2019. Na turnieju zdobył 2 gole (z Palestyną i Syrią), a Australia zakończyła swój udział na ćwierćfinale.

## Osiągnięcia

### Klubowe
Adelaide United FC
- FFA Cup: 2014

FC Midtjylland
- Puchar Danii: 2019
- Mistrzostwo Danii: 2020